# Пату (Італія)
Пату (італ. Patù, сиц. Patù) — муніципалітет в Італії, у регіоні Апулія, провінція Лечче.
Пату розташоване на відстані близько 550 км на південний схід від Рима, 190 км на південний схід від Барі, 60 км на південь від Лечче.
Населення — 1693 особи (2014).
Щорічний фестиваль відбувається 24 червня. Покровитель — Архангел Михаїл (San Michele Arcangelo).

## Демографія
Населення за роками:

Станом на 1 січня 2023 року в муніципалітеті офіційно проживало 79 іноземців з 25 країн, серед них 17 громадян країн Євросоюзу.

## Сусідні муніципалітети
- Кастриньяно-дель-Капо
- Морчіано-ді-Леука